# Terytorium Indiańskie

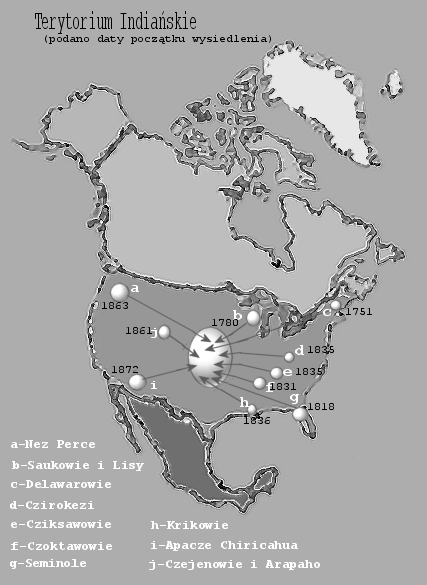
Mapa ukazująca niektóre z przymusowych wysiedleń i przybliżone usytuowanie Terytorium

Terytorium Indiańskie (ang. Indian Territory) – rozległy obszar na zachód od rzeki Missisipi, przeznaczony ustawą z 1830 roku pod wyłączne osadnictwo indiańskich plemion wysiedlanych przymusowo z południa i wschodu Stanów Zjednoczonych, by zrobić miejsce dla europejskich osadników i ograniczyć możliwość konfliktów. W kolejnych dziesięcioleciach do rezerwatów na Terytorium Indiańskim przesiedlano kolejne podbite plemiona z całego kraju, a obszar samego Terytorium stopniowo redukowano (np. w 1854 i 1891 roku, gdy z jego części powstało Terytorium Oklahomy). W 1907 roku ostatnie istniejące w tym regionie rezerwaty Indian włączono do nowego stanu Oklahoma, gdzie część z nich istnieje do dziś.

## Historia

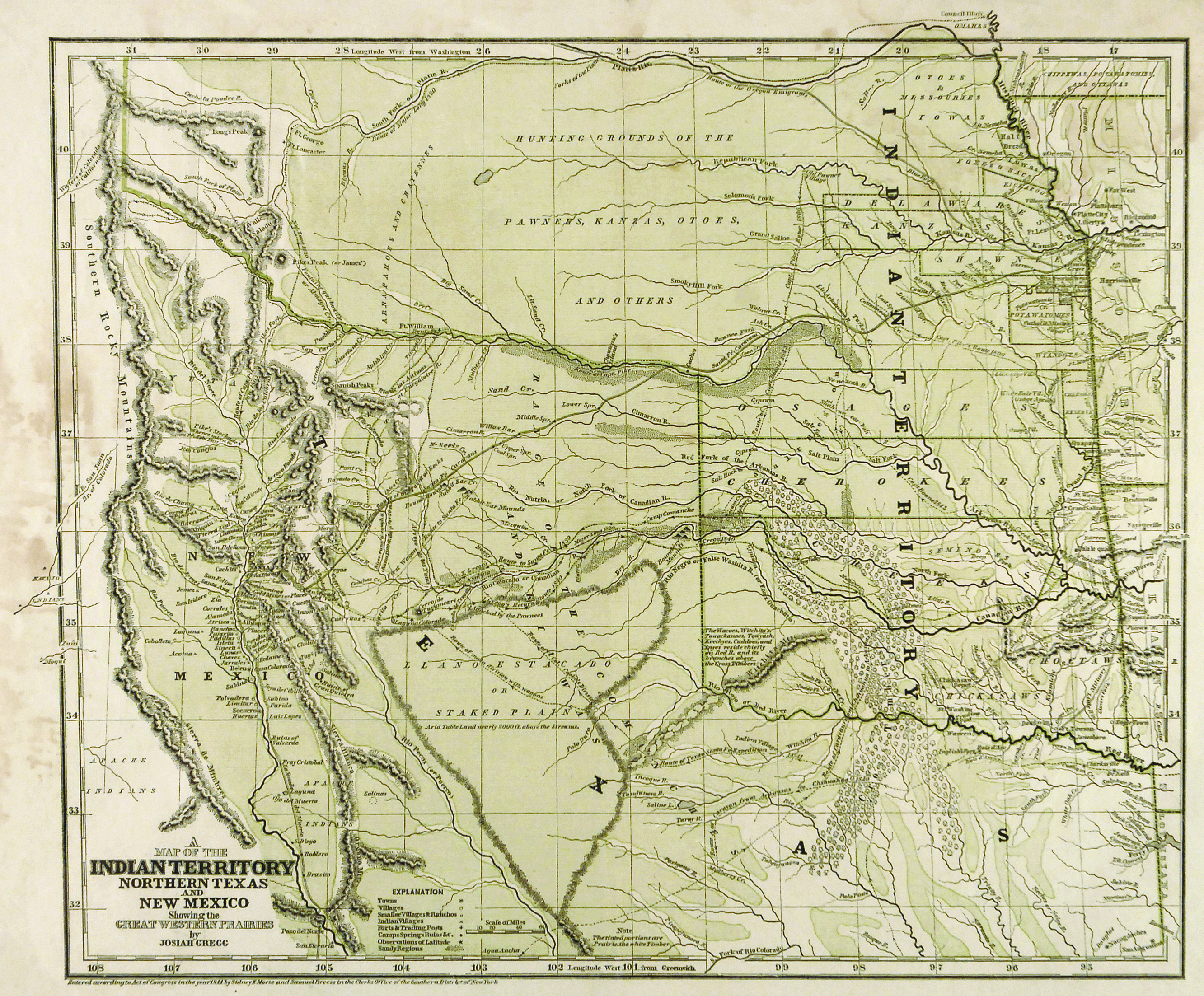
Terytorium Indiańskie w 1844 roku

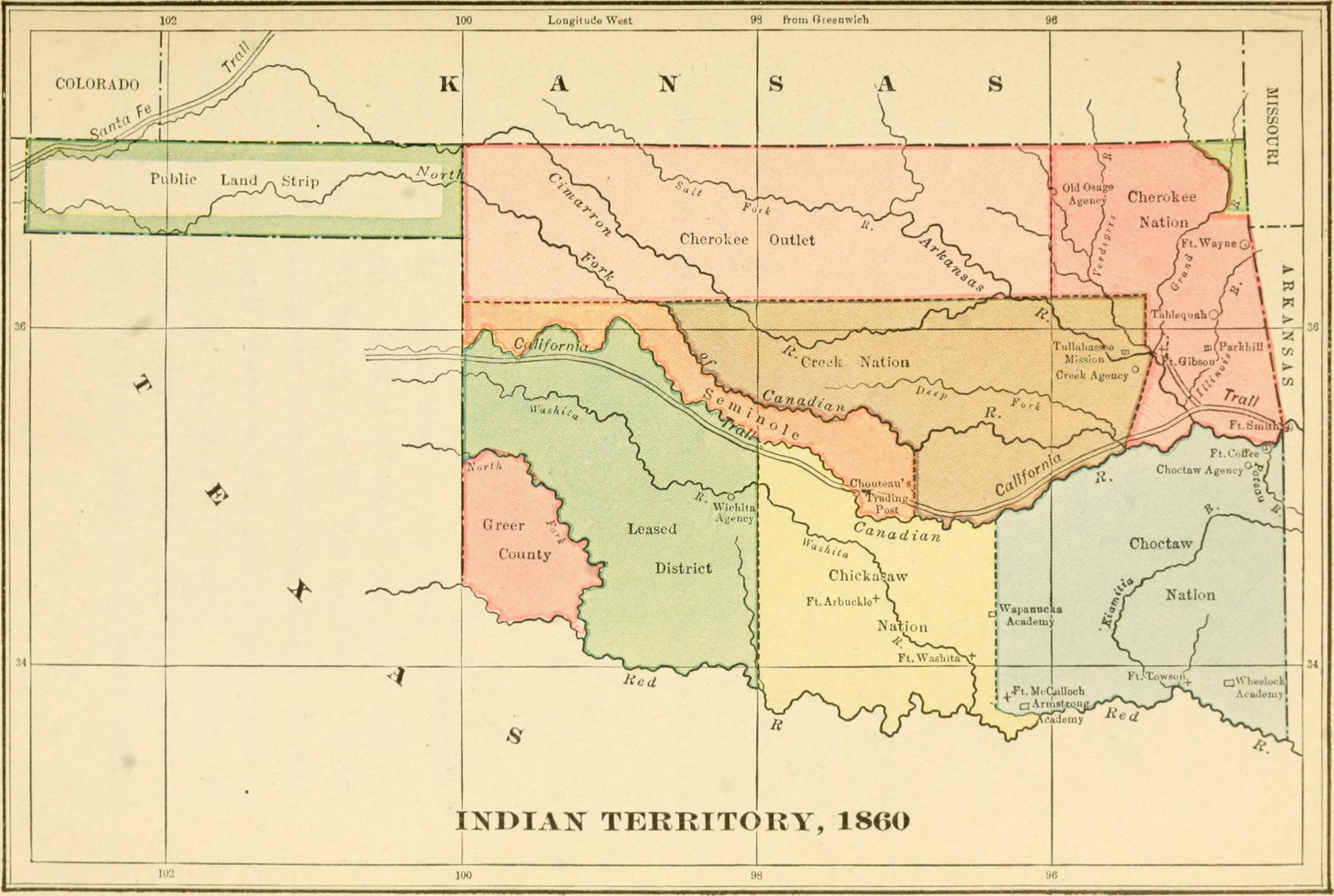
Terytorium Indiańskie w 1860 roku

W 1787 roku Kongres Stanów Zjednoczonych wydał ustawę, z której wynikało, że „ziemi Indian nie należy im odbierać bez ich zgody”. Nie zmieniło to faktu, że biali postrzegali tubylczych mieszkańców Ameryki jako przeszkodę, utrudniającą zajęcie rozległych, na pozór niewykorzystanych terenów. Z czasem okazało się, że podobne ustawy Kongresu nie mają na pograniczu większego znaczenia. Kolejne fale europejskiego osadnictwa spychały bowiem tubylców na coraz dalsze tereny, z punktu widzenia osadników uważane za mniej atrakcyjne. Tereny te określano ogólnie „indiańskimi terytoriami”.
W 1830 roku prezydent Stanów Zjednoczonych Andrew Jackson powiedział w Kongresie: Sądzę, że słusznie będzie wydzielić duży obszar na zachód od Missisipi (...) i zagwarantować go Indianom na tak długo, jak długo zechcą go zamieszkiwać.
W maju 1830 roku uchwalono tzw. ustawę o usunięciu Indian (Indian Removal Act), na mocy której wszyscy Indianie z południa i wschodu USA mieli zostać wysiedleni (dobrowolnie lub pod przymusem) na obszar tzw. Terytorium Indiańskiego – dużego obszaru położonego na zachód od Missisipi. Był to obszar zamieszkany już przez inne plemiona, ale nie podległy dotąd żadnej władzy „cywilizowanej” (kolonialnej) – i takim zgodnie z intencjami pomysłodawców miał pozostać. Miał to być obszar wyłączony spod osadnictwa białych, gdzie będące dotąd wojennym zagrożeniem i gospodarczym rywalem białych osadników plemiona z południa i wschodu Stanów Zjednoczonych – głównie tzw. Pięć Cywilizowanych Narodów (Czirokezi, Czikasawowie, Czoktawowie, Krikowie i Seminole) – mogłyby swobodnie żyć. W 1832 roku ustanowiony został komisarz do spraw Indian, a w 1834 roku wydano przepisy regulujące sprawy handlu i utrzymania pokoju z plemionami indiańskimi oraz wytyczono granice oficjalnego Terytorium Indiańskiego (obecne stany Oklahoma, Kansas, południowa Nebraska i wschodnie Kolorado).
Zanim postanowienia rządowe weszły w życie, na zachód ruszyły fale osadników zasiedlających kolejne terytoria, m.in. Nebraskę, Wisconsin i Iowa. Wprawdzie zakaz osadnictwa na Terytorium Indiańskim został jasno określony – nie wolno się tam było osiedlać pod groźbą dotkliwych kar – ale w celu obejścia zakazu biali np. żenili się z Indiankami i kazali się zapisywać jako członkowie indiańskich plemion. Siłą, groźbą, oszustwem, przekupstwem i alkoholem skłaniano też indiańskich wodzów do oddawania plemiennych terenów w dorzeczu Missisipi białym osadnikom a Kongres ratyfikował kolejne traktaty zawierane przez władze z tubylczymi plemionami. Terytorium Indiańskie odsunięto od rzeki Missisipi aż do 95 południka, a wzdłuż jego nowej granicy powstała sieć fortów.
W ciągu 15 lat po uchwaleniu ustawy na Terytorium Indiańskie, rozciągające się wówczas od Red River na południu i rzek Missouri oraz Platte na północy aż po ówczesną granicę z Meksykiem na zachodzie, przesiedlono blisko 100 tysięcy Indian. Wiele traktatów z tubylczymi narodami, na mocy których powstawały kolejne indiańskie rezerwaty w ramach Terytorium Indiańskiego, zawierało takie przepisy, jak traktat z Czirokezami, który gwarantował, że ich ziemie „nigdy bez ich zgody nie zostaną włączone w granice terytorialne lub jurysdykcję żadnego innego Stanu lub Terytorium”.
Do połowy XIX wieku na Terytorium Indiańskie przeniesiono kilkanaście, często skłóconych między sobą i zwaśnionych z miejscowymi Indianami, plemion:
- Apacze Chiricahua
- Arapahowie (ang. Arapaho)
- Szejeni (ang. Cheyenne)
- Czirokezi (Czerokezi, ang. Cherokee)
- Czikasawowie (Czikasaw, ang. Chickasaw)
- Czoktawowie (Czoktaw, ang. Choctaw)
- Delawarowie (ang. Delaware)
- Lisy (ang. Fox)
- Krikowie (Krik, ang. Creek)
- Nez Perce
- Saukowie (ang. Sacs)
- Seminole

Kolejna grupa przesiedleń miała miejsce po 1854 roku, kiedy na północy Terytorium zawarto 12 kolejnych traktatów z tamtejszymi plemionami, wytyczając ich rezerwaty. W tym samym roku z części Terytorium Indiańskiego Kongres wyłączył Terytorium Kansas – łącznie z istniejącymi na jego terenie rezerwatami. Zredukowano w ten sposób Terytorium Indiańskie do obszaru obecnego stanu Oklahoma, a większość jego terenów stanowiły odtąd rezerwaty Pięciu Cywilizowanych Narodów.
Po wojnie z Meksykiem w 1847 roku USA opanowały tereny od Teksasu do Kalifornii, na zachód od „stałej granicy indiańskiej” (ze stanami Missouri i Arkansas). Po odkryciu złota w Kalifornii w 1848 roku i przekształceniu jej w stan dwa lata później, biali coraz częściej zaczęli przekraczać granice Terytorium Indiańskiego. Pomysł pozostawienia Indianom części ziem okazywał się coraz bardziej niewykonalny.
W 1866 roku zmuszono Pięć Cywilizowanych Narodów, które w wojnie secesyjnej popierały Konfederację, by odstąpiły część swoich ziem plemionom przesiedlanym z innych części Stanów Zjednoczonych (przekazując ją w tym celu Stanom Zjednoczonym lub sprzedając innym plemionom) oraz by wyraziły zgodę na budowę linii kolejowych w rezerwatach. Mimo planów jednoczesnego przekazania władzy nad Terytorium Komisarzowi ds. Indian, w dalszym ciągu pozostawało ono wówczas „niezorganizowane”.
Między rokiem 1866 a 1885 na Terytorium Indiańskie przesiedleni zostali Szejeni i Arapahowie, Komancze, Kiowa i Apacze, plemiona Wichita i Kaddo, Potawatomi i Szaunisi, Kickapoo, Iowa, Saukowie i Lisy, Paunisi, Oto i Missouri, plemiona Ponka, Tonkawa, Kaw, Osedżowie, Peoria, Wyandoci, Szaunisi Wschodni, Modokowie i Ottawowie. Chociaż pierwsze z zawieranych z tymi plemionami traktatów nie wspominały o umieszczeniu ich na Terytorium Indiańskim, to w latach 70. XIX wieku władze już konsekwentnie posługiwały się tym terminem. W wyniku kolejnych przesiedleń w 1880 roku na Terytorium Indiańskim zamieszkiwało aż 67 plemion.
W 1885 roku niemal cały obszar Terytorium Indiańskiego (poza 2 milionami akrów tzw. „ziem nieprzydzielonych” w samym środku) był już podzielony na rezerwaty. W 1887 uchwalona przez Kongres tzw. ustawa Dawesa (General Allotment Act) nakazała podział ziem plemiennych na indywidualne działki i stopniowe rozwiązywanie tradycyjnych władz plemiennych. Jednak Pięć Cywilizowanych Narodów oraz plemię Osedżów zostały z tej ustawy czasowo wyłączone.
W 1889 roku utworzono w Muskogee sąd federalny, który miał sprawować jurysdykcję nad całym Terytorium Indiańskim oraz po raz pierwszy wytyczono precyzyjnie jego granice. 22 kwietnia 1889 roku udostępniono też „ziemie nieprzydzielone” pod osadnictwo białych i jeszcze tego samego dnia – po pierwszym z kilku głośnych „wyścigów po ziemię” – pojawiło się na nich ponad 50 tysięcy osadników.
W 1890 roku na Terytorium znajdowało się łącznie 21 indiańskich rezerwatów, a niemal w każdym z nich zamieszkiwało po kilka plemion. Zarządzało nimi osiem agencji rządowych podległych Komisarzowi Biura do Spraw Indian (Bureau of Indian Affairs), które w tym czasie realizowało oficjalną politykę asymilacji ludności tubylczej i likwidacji wspólnej własności ziemskiej tubylczych plemion. Według urzędowego sprawozdania ministra spraw wewnętrznych z 1891 roku, w 1890 na Terytorium Indiańskim żyło 66 289 członków Pięciu Cywilizowanych Narodów oraz pewna liczba innych Indian, w sumie 68 371 osób.
W 1890 roku z południowej i zachodniej części Terytorium Indiańskiego wydzielono Terytorium Oklahomy, które otwarto pod powszechne osadnictwo (w tym pod kolejne „wyścigi po ziemię”). W 1893 Czirokezi sprzedali Terytorium Oklahomy kolejną część swoich ziem, a tzw. Komisja Dawesa rozpoczęła z Pięcioma Cywilizowanymi Narodami negocjacje w sprawie podziału ich ziem na indywidualne działki. W 1898 roku tzw. ustawa Curtisa praktycznie zdelegalizowała dotychczasowe władze tych pięciu plemion, przeciwstawiające się likwidacji wspólnej własności ziemskiej, rozpoczynając proces podziału ziem plemiennych na tym, co pozostało z dawnego Terytorium Indiańskiego.
Usiłując ratować resztki dotychczasowej niezależności, przywódcy Pięciu Cywilizowanych Narodów zorganizowali w 1905 konwencję konstytucyjną, uchwalili własną konstytucję i wystąpili o przyjęcie do USA jako kolejny stan o nazwie Sequoyah. Kongres tę indiańską ofertę odrzucił. Kolejne ustawy likwidujące przejawy niezależności i tożsamości tamtejszych tubylczych plemion uchwalano m.in. w latach 1906 i 1910.
W 1907 roku w miejsce Terytorium Oklahomy powstał kolejny stan – Oklahoma, a w jego granicach znalazły się wszystkie rezerwaty z resztek Terytorium Indiańskiego. Tamtejszym Indianom nadano jednocześnie obywatelstwo amerykańskie (większość tubylczych Amerykanów z innych części USA otrzymała amerykańskie obywatelstwo – choć nie zawsze jednocześnie prawa wyborcze – dopiero w 1924 roku).